# Lenča Ferenčak
Lenča Ferenčak (Helena Lenka Ferenčak), slovenska gledališka igralka, * 18. marec 1938, Ljubljana, † 24. december 2015.
Diplomirala je na ljubljanski AGRFT in bila dolgoletna sodelavka ljubljanskega gledališča SNG Drama. Poročena je bila s pianistom Acijem Bertoncljem, skupaj imata tudi hčerko.  Biografski film o Ferenčakovi, »Sestra v ogledalu«, je posnela režiserka Helena Koder. Leta 2007 je pri založbi Tuma izšla knjiga Antologija slovenskih pesnic 3, Lenča je v njej predstavljena s svojimi pesmimi.